# Luc Lemli
Luc Lemli, né à Alost (Belgique) le 26 décembre 1935, est un pédiatre belge.

## Biographie
Luc Lemli étudie au collège Sint Josef dans sa ville natale puis est inscrit à la faculté de médecine à l'université catholique de Louvain. Il en sort diplômé en 1960 et, cette même année, est résident en pédiatrie à l'université du Wisconsin, à Madison. De retour en Belgique, il est docteur résident en pédiatrie à la Stedelijk Ziekenhuis de Termonde entre 1964-1965. Il est nommé chef du service pédiatrie à l'hôpital Onze Lieve Vrouw van Troost à Termonde en 1976. En 1994, il ne pratique plus qu'à son cabinet privé.Dokter Lemli is overleden op 24 augustus 2019.

## Œuvre
Luc Lemli est connu pour avoir décrit en 1964 le syndrome de Smith-Lemli-Opitz, de concert avec ses collègues les pédiatres américain David Weyhe Smith (en) (1926-1981) et germano-américain John Marius Opitz (de) (1935-).